# لیوبینکو درولوویچ
لیوبینکو درولوویچ (صربی: Ljubinko Drulović؛ زادهٔ ۱۱ سپتامبر ۱۹۶۸) بازیکن سابق و مربی فوتبال اهل صربستان است.
از باشگاه‌هایی که در آن بازی کرده‌است می‌توان به باشگاه فوتبال پنافیل، باشگاه فوتبال ژیل ویسنته، باشگاه فوتبال بنفیکا، باشگاه فوتبال پورتو، باشگاه فوتبال راد، و باشگاه فوتبال پارتیزان اشاره کرد.
وی همچنین در تیم ملی فوتبال صربستان و مونته‌نگرو بازی کرده‌است.